# Sint-Jansstraat (Kortrijk)
De Sint-Jansstraat is een straat in het centrum van de Belgische stad Kortrijk en is een verkeersvrije winkelwandelstraat. De straat vormt een belangrijke schakel binnen het verkeersvrije winkelwandelgebied en maakt de verbinding tussen de Lange Steenstraat/Steenpoort via de Grote Kring naar de Veemarkt. De straat vertrekt aan de Steenpoort in het oosten en loopt in het westen door tot aan de Potterijstraat en de Romeinselaan waar zich een in- en uitrit bevindt voor het winkelcentrum K in Kortrijk. De Sint-Jansstraat vormde in de Middeleeuwen de centrale as doorheen de toenmalige Sint-Janswijk. De straat was een belangrijkste verkeersader door het centrum, maar is tegenwoordig volledig autovrij. De straat wordt gebruikt door (winkelende) voetgangers en fietsers.
Vanuit de Sint-Jansstraat is ook het winkelcentrum K in Kortrijk, dat gelegen is tussen de Steenpoort, de Sint-Jansstraat, de Veemarkt en de Wijngaardstraat, te bereiken. Daarnaast bevindt zich in de straat tevens een lifttoegang naar een ondergrondse parkeergarage voor fietsen.

## Geschiedenis
In de 19de en 20ste eeuw bevond zich in de Sint-Jansstraat het klooster van de Zuster van Onze-Lieve-Vrouw van Bijstand. Later groeide hier tevens een middelbare en lagere school en rusthuis uit. Zowel het klooster als de beide scholen werden gesloopt in het begin van de 21ste eeuw om plaats te maken voor een nieuw woon- en winkelcentrum. Op vandaag bevindt zich een herdenkingsplaat naar het klooster van de zusters langs een gevel in de Sint-Jansstraat.

## Trivia
- Om het imago van Kortrijk als winkelstad verder te versterken, besloot men tot de bouw van een groot winkelcomplex in het hart van de Kortrijkse binnenstad. Begin augustus 2007 begonnen de sloopwerken van oude panden tussen de Wijngaardstraat, Sint-Jansstraat en de Lange Steenstraat voor de bouw van dit groots shoppingcenter, dat de naam "K in Kortrijk" draagt. Dit winkelcentrum vormt als het ware een rechtstreekse doorsteek tussen de Lange Steenstraat en de Veemarkt doorheen het bouwblok tussen beide polen. Dit project is een van de grootste privé-investeringen ooit is in de Kortrijkse binnenstad. Het winkelcentrum opende op 11 maart 2010. Om de veiligheid van de winkeliers en klanten te garanderen opende de politie in een monumentaal pand aan de Sint-Jansstraat 9 een politiewinkel.